# Mélanie Elliott
Pour les articles homonymes, voir Elliott.
Mélanie Elliott est une actrice canadienne née à Montréal, Canada. Elle a tourné dans de nombreux courts-métrages et films indépendants.

## Biographie
Elle a été formée en interprétation de jeu réaliste auprès de Gilles Plouffe et de John Strasberg.
À dix-huit ans, elle obtient son premier rôle dans le long métrage de Carl Ulrich Stéphanie, Nathalie, Caroline et Vincent 1. En 2014, la cinéaste Patricia MacDowell lui confie le rôle d'une jeune femme troublée qui retrouve espoir à travers la compétition sportive dans Sweeping Forward, qui remporte le prix du Public pour le meilleur film canadien au Festival des films du monde de Montréal.
En 2013, Mélanie Elliott coécrit, avec AGLA Médias, 8 épisodes télé sur son odyssée photographique autour de la Baie-James. Elle est animatrice, narratrice et photographe de Focus Baie-James, émission diffusée sur les ondes de Savoir Média. Elle signe, par ailleurs, la narration de quelques autres émissions documentaires produites par AGLA Médias et Savoir média, telles que Les Grands Bouleversements, Une chapelle nommée Ozias Leduc et Beau temps, Mauvais temps.
Elle interprète le rôle principal de Dorothy dans The Nomads of Oz, film expérimental récipiendaire du prix Royal Reel Award 2013 du Canada International Film Festival (CIFF) et du prix du meilleur long métrage expérimental du Atlanta Underground Film Festival (AUFF) 2013.
En 2020, elle joue un premier rôle dans le film Toutes les deux de Noël Mitrani.

## Filmographie

### Cinéma
- 2001 : Stephanie, Nathalie, Caroline & Vincent : Nathalie
- 2003 : Des gars, des filles et un salaud : Nathalie
- 2008 : Amour, destin et rock 'n' roll : Isabelle
- 2012 : The Nomads of Oz : Dorothy
- 2014 : Sweeping Forward : Geneviève
- 2019 : Cassy : La collègue de Karl

- 2021 : Toutes les deux : Lucie Corel
- 2022 : Viking : La vraie Liz
- 2025 :  Révolté : La mère de Lou

### Courts-métrages
- 2006 : Embarrasse-moi
- 2010 : La Coupure : La policière
- 2010 : The Mask of James Henry : Christine Bishop
- 2010 : La Dame au manteau rouge : Justine
- 2017 : Asleep : Nicole

### Télévision
- 2001 : Un tueur si proche Canal, Canal D : Chantale Deschesnes
- 2012 à 2019 : Unité 9 : 2e rôle
- 2013 : Le Monde de Christo : Mallory
- 2014 : Focus Baie-James : Au pays des géants, Savoir  média
- 2016 : Escortes : Anik
- 2017 : Découverte, ICI TOU.TV : Femme préhistorique

### Théâtre
- La Preuve, mise-en-scène de David Auburn, Plateau Théâtre (2017) : Catherine
- Retour a la réalité, Théâtre La Risée (2018) : Catherine